# فورد کوادریسایکل
فورد کوادریسایکل (Ford Quadricycle) خودرویی است که در سال‌های ۱۸۹۶ تا ۱۹۰۱. (براساس رکوردهای موزه فورد) تولید شده‌است. وزن آن در حالت طبیعی ۵۰۰ پوند (۲۳۰ کیلوگرم) است. سیستم جعبه‌دندهٔ آن ۲ دنده است.